# بكسونيات
البكسونيات (الاسم العلمي: Bixineae) هي رتيبة من النباتات تتبع الرتبة الخبازيات من طائفة ثنائيات الفلقة.

## التصنيف
- رتيبة البكسونيات
  - الفصيلة البكسية
    - جنس البكسة